# Money Money Money
Money Money Money (franska: L'aventure c'est l'aventure) är en fransk-italiensk komedifilm från 1972 i regi av Claude Lelouch.

## Rollista i urval
- Lino Ventura - Lino Massaro
- Jacques Brel - Jacques
- Charles Denner - Simon Duroc
- Johnny Hallyday - sig själv
- Aldo Maccione - sig själv
- Charles Gérard - Charlot
- Nicole Courcel - Nicole
- Yves Robert - försvarsadvokaten
- André Falcon - ambassadören
- Prudence Harrington - ambassadörsfrun
- Juan Luis Buñuel - general Ernesto Juarez
- Xavier Gélin - Daniel Massaro